# Обозначения, используемые в наименованиях таксонов
Сокращения и прочие обозначения, используемые в названиях биологических таксонов

## Общие правила
- Название таксона в ранге выше вида рекомендуется писать с прописной буквы.
- Раньше допускалось написание видовых эпитетов с прописной буквы в том случае, если они образованы от имени или фамилии, но сейчас все видовые эпитеты пишут со строчной буквы.
- Эпитеты, которыми обозначают культивары, пишутся с прописной буквы (см. cv.).

## Список обозначений

### aff.
- aff. (сокр. от лат. affinis) — похожий на указанный вид, но точно не он[1]. Пример: Littorina aff. littorea — какой-то моллюск из рода Литторины, похожий на обыкновенную литторину.

### aggr.
- aggr. (сокр. от лат. aggrego) — неформальная группа сходных видов

### anon.
- anon. (сокр. от лат. anonymus) — автор неизвестен

### auct.
- auct. (сокр. от лат. auctorum) — у авторов, у разных авторов

### auct. pl.
- auct. pl. (сокр. от лат. auctorum plurimorum) — у разных авторов

Пример: в списке таксонов рода Пустырник (Leonurus) на сайте GRIN (недоступная ссылка) имеются записи:
Leonurus sibiricus L.
Leonurus sibiricus auct. pl. = Leonurus japonicus Houtt.
 Их следует понимать так: правильным следует считать название, автором которого является Карл Линней — Leonurus sibiricus L.; названия же Leonurus sibiricus, в качестве автора которых указаны какие-либо другие лица, являются неправильными и должны рассматриваться в качестве синонима правильного названия Leonurus japonicus Houtt.

### candidatus
- candidatus (лат.) — кандидат, соискатель; в микробиологии: слово, предшествующее названию таксона и указывающее на то, что данный микроорганизм пока не культивирован (то есть типовые штаммы данного микроорганизма ещё не депонированы, что в настоящее время является обязательным условием признания его названия)[2]

Пример: Candidatus Brocadia anammoxidans Jetten et al.

### cf.
- cf. или conf. (сокр. от лат. confer) — неподтверждённая идентификация (детали см. в статье ср.)

Примеры:
- cf 1963. Pteridinium simplex Glaessner

### comb. nov.
- comb. nov. (сокр. от лат. combinatio nova) — новая комбинация, то есть комбинация, образованная от ранее обнародованного законного названия[3]

### convar.
- convar. (сокр. от лат. convarietas) — группа разновидностей

### ct.
- ct. (сокр. от лат. chemotypus) — хемотип (выделяемая из таксона группа организмов, имеющая способность к образованию тех или иных химических веществ)

Пример: Thymus vulgaris ct. thymol — Тимьян обыкновенный, тимольный тип

### cv.
- cv. (сокр. от лат. cultivar) — культивар (группа растений, поддерживаемая культивированием)

Название сорта пишется после названия таксона (рода, вида, подвида). Используется два варианта записи названия культивара: это название может отделяться от названия таксона обозначением cv., а может заключаться в одиночные кавычки (во втором случае сокращение cv. не используется).
Примеры записи названия для одного из сортов пиериса японского — Forest Flame (на фотографии):
- Pieris formosa cv. Forest Flame
- Pieris formosa ‘Forest Flame’

### emend.
- emend., иногда em. (сокр. от лат. emendavit) — исправил, переделал[4]
- emend., иногда em. (сокр. от лат. emendatus, emendata, emendatum — исправленный, изменённый, улучшенный) — обозначение, указывающее на то, что границы таксона были изменены без изменения типа его названия; ставится после обозначения автора названия таксона в его изначальных границах и до обозначения автора, ответственного за произведённые изменения[5]

Пример: Bacillus Kohn emend.  Migula

### et
- et (лат.) и

### et al.
- et al. (сокр. от лат. et alii) — и другие; обозначение используется для сокращённой записи списка авторов данного таксона; это сокращение широко используется и в других областях науки

Пример: вместо записи Petasites hybridus (L.) G.Gaertn., B.Mey. & Scherb. допустимо использовать сокращённую запись Petasites hybridus (L.) G.Gaertn. et al.

### ex
- ex (лат.) — из, в соответствии с, согласно

1. в ботанике используется для связи фамилий двух авторов, из которых второй действительно обнародовал название таксона, предложенное, но действительно не обнародованное первым;
2. в зоологии и бактериологии используется для связи фамилий двух авторов, из которых первый опубликовал название таксона, предложенное, но не опубликованное вторым

### ex gr.
- ex gr. лат. ex grege — из стада, группы. Используется в палеонтологии, близко к определению только до рода (См: sp.), но сохранность материала все же даёт возможность ограничить систематическую принадлежность определяемых форм некоторыми из входящих в состав рода видами и исключить другие[6].

### f.
- f., или fil. (сокр. от лат. filius) — сын

Пример: Hook. — сокращение фамилии ботаника Уильяма Джексона Гукера; Hook.f. — сокращение фамилии его сына, ботаника Джозефа Долтона Гукера
- f. (сокр. от лат. forma) — форма; в ботанике: слово, входящее в название таксона и указывающее на соответствующий ранг этого таксона

### f. sp.
- f. sp. (сокр. от лат. forma specialis) — специальная форма; в ботанике и микологии: обозначение, входящее в название таксона и указывающее на форму паразита (растения, гриба), адаптированного к специфическому хозяину; номенклатура специальных форм не регулируется положениями Международного кодекса ботанической номенклатуры

### fil.
- fil. — см. f.

### hort.
- hort. (сокр. от лат. hortulanorum) — у садоводов; в ботанике используется для указания садоводческого происхождения названия

Пример: Dioscorea illustrata hort. ex W.Bull — запись обозначает, что ботаник W. Bull действительно обнародовал название данного вида, уже до него применявшееся в садоводстве

### in
- in (лат.) — в; используется для связи фамилий двух авторов, из которых второй был издателем или автором всей работы, а первый ответственен за действительное обнародование (опубликование) или пригодность названия таксона

Пример: Pimpinella hookeri C.B.Clarke in Hook.f. — это означает, что Чарльз Бэрон Кларк обнародовал название вида в работе Джозефа Долтона Гукера.

### incertae sedis
- incertae sedis (лат.) — неопределённого положения; выражение, указывающее на то, что положение таксона в системе неясно

### ined.
- ined. (сокр. от лат. ineditus) — не опубликовано; пишется после названия таксона, чтобы показать, что это название к данному моменту времени ещё не опубликовано (не обнародовано)

### MS
- MS (сокр. от лат. manuscriptum) — рукопись; пишется после названия таксона, чтобы показать, что это название не было опубликовано (обнародовано), а упоминалось иным образом

### nec
- nec (лат.) — и не; используется в конструкции non… nec для пояснения, что данный таксон не следует понимать ни в том смысле, который указан после слова non, ни в том смысле, который указан после слова nec (обычно это относится к таксономическим омонимам)

Пример: Bartlingia Brongn. (1827) non Rchb. (1824) nec F.Muell. (1877) — запись обозначает, что рассматривается таксон Bartlingia, описанный Адольфом Теодором Броньяром в 1827 году, а не таксоны, которым в 1824 и 1877 году соответственно Людвиг Рейхенбах и Фердинанд фон Мюллер дали то же имя

### nom. ambig.
- nom. ambig. (сокр. от лат. nomen ambiguum) — двусмысленное название; название, которое разными авторами использовалось для наименования разных таксонов

### nom. cons.
- nom. cons. (сокр. от лат. nomen conservandum)

1. в ботанике: консервируемое название таксона; такое название семейства, рода или вида, которое утверждено в качестве законного и является приоритетным по отношению к другим названиям этого таксона при том, что оно противоречит одному или нескольким положениям Международного кодекса ботанической номенклатуры (МКБН) (например, было незаконным при обнародовании или не имело приоритета); этот же термин применяется к названию, для которого был установлены посредством консервации его тип, написание либо грамматический род
Пример: Amborellaceae Pichon, nom. cons. (1948)
2. в зоологии: сохранённое название таксона; использование такого названия официально разрешено, несмотря на то, что оно противоречит одному или нескольким положениям Международного кодекса зоологической номенклатуры (МКЗН)
Пример: Archaeopteryx lithographica Meyer, 1861, nom. cons.

### nom. dub.
- nom. dub. (сокр. от лат. nomen dubium) — название сомнительное; данное название имеет неопределённое применение или по причине невозможности удовлетворительной типификации, или из-за невозможности установить, к какому таксону должен быть отнесён номенклатурный тип данного названия

### nom. illeg.
- nom. illeg., или nom. illegit. (сокр. от лат. nomen illegitimum) — незаконное название; название таксона, не соответствующее статьям соответствующего номенклатурного кодекса, хотя и действительно обнародованное (опубликованное); примером незаконного названия может служить омоним (название, орфографически идентичное другому, но основанное на другом номенклатурном типе)

### nom. inval.
- nom. inval. (сокр. от лат. nomen invalidum) — недействительное (невалидное) название таксона

### nom. nov.
- nom. nov. (сокр. от лат. nomen novum) — новое название, заменяющее название; название таксона, которое предложено и обнародовано (опубликовано) с целью необходимой замены ранее обнародованного названия; данное сокращение может относиться к названию лишь того таксона, который был известен и ранее, но под другим названием[8]

### nom. nud.
- nom. nud. (сокр. от лат. nomen nudum) — название «голое»; название, обнародованное (опубликованное) без сопровождения соответствующим описательным материалом; также считается недействительным (nom. inval.)

### nom. prov.
- nom. prov. (сокр. от лат. nomen provisorum) — предварительное (заранее предложенное) название таксона, действительное описание которого состоится в будущем

### nom. rej.
- nom. rej., nom. rejic. (сокр. от лат. nomen rejiciendum) — название отвергнутое; название, использование которого официально отвергнуто (обычно по причине предпочтения другого названия)

### nom. subnud.
- nom. subnud. (сокр. от лат. nomen subnudum) — «почти голое» название; название, не обладающее достаточным описанием для отнесения к тому или иному организму; обозначение неофициальное, термин не признаётся МКБН и МКЗН

### nom. superfl.
- nom. superfl. (сокр. от лат. nomen superfluum) — избыточное название; название, основанное на том же типе, что и другое ранее опубликованное действительное название; также считается незаконным (nom. illeg.)

### nom. utique rej.
- nom. utique rej. — безусловно отвергнутое название; оно само и все комбинации, основанные на нём, не должны использоваться, несмотря на возможный приоритет.

### nomen oblitum
- nomen oblitum — «забытое имя»; название, не используемое с 1899 года и согласно статье 23.9.2 МКЗН не имеющее первенства над младшим синонимом или омонимом в преобладающем употреблении. Младшее название, принимающее первенство перед nomen oblitum, может называться nomen protectum[9].

### nomen protectum
- nomen protectum — «защищённое название»; название, которому придано первенство перед его неиспользуемым старшим синонимом или старшим омонимом, получившим статус nomen oblitum[9].

### non
- non (лат.) — не

1. используется для того, чтобы показать, в каком смысле не следует понимать данное название (обычно это относится к таксономическим омонимам)
Пример: Pfeifferella Labbe (1899) non Buchanan (1918) — запись обозначает, что рассматривается таксон Pfeifferella Labbe (1899), а не таксон Pfeifferella  Buchanan (1918)
2. используется в конструкции non… nec для пояснения, что данный таксон не следует понимать ни в том смысле, который указан после слова non, ни в том смысле, который указан после слова nec
Пример см. в разделе nec
3. используется в конструкции sensu… non для пояснения, что данный таксон понимается в том смысле, который указан после слова sensu, а не в том, который указан после слова non
Пример: см. в разделе sensu.

### nothof.
- nothof. (сокр. от лат. nothoforma) — гибридная форма (аналог ранга форма для гибридов); сокращение nothof. используется по аналогии с сокращением f.

### nothosubsp.
- nothosubsp. (сокр. от лат. nothosubspecies) — гибридный подвид (аналог ранга подвид для гибридов); сокращение nothosubsp. используется по аналогии с сокращением subsp.

### nothovar.
- nothovar. (сокр. от лат. nothovarietas) — гибридная разновидность (аналог рангов разновидность или вариетет для гибридов); сокращение nothovar. используется по аналогии с сокращением var.

### opus utique oppr.
- opus utique oppr. (сокр. от лат. opus utique oppressa) — в ботанике: безусловно отвергаемая работа; названия таксонов, содержащиеся в ней, не являются действительно обнародованными (nom. inval.)

### orth. var.
- orth. var. (сокр. от лат. varietas orthographia или англ. orthographic variant) — орфографический вариант; например, неправильный вариант написания названия таксона или вариант по правилам другого кодекса биологической номенклатуры.

Примеры неправильных вариантов написания названия рода Mammillaria Haw. из семейства Кактусовые:
- Mamillaria F.Rchb., orth. var.
- Mammilaria Torr. & A.Gray, orth. var.

 Пример орфографических вариантов, возникших при переносе таксона в другое царство:
- Labyrinthulomycota Whittaker 1969, mycol. orth. var.
- Labyrinthista Caval.-Sm. 1989, zool. orth. var.

### p. p.
- p. p. (сокр. от лат. pro parte) — частично; обозначение используется в качестве пометки названий таксонов, которые являются синонимами в указанном смысле лишь частично (в некоторых случаях)

Пример: в списке синонимов вида Peltophorum linnaei Griseb. в базе данных The Plant List присутствует название Caesalpinia brasiliensis «L., p.p.», в этой же базе данных в списке синонимов вида Caesalpinia violacea (Mill.) Standl. имеется название Caesalpinia brasiliensis L. без пометки p.p.

### pro syn.
- pro syn. (сокр. от лат. pro synonymo) — название, приведённое только в качестве синонима, не является действительно обнародованным (nom. inval.)

### s. l.
- s. l. — см. sensu lato

### s. s.
- s. s. — см. sensu stricto

### s. str.
- s. str. — см. sensu stricto

### sect.
- sect. (сокр. от лат. sectio) — секция; в ботанике: слово, входящее в название таксона и указывающее на соответствующий ранг этого таксона

### sensu
- sensu (лат.) — в смысле

1. используется для пояснений, в каком смысле понимается данное название;
2. используется в конструкции sensu… non для пояснения, что данный таксон понимается в том смысле, который указан после слова sensu, а не в том, который указан после слова non
Пример: Rosa majalis Herrm. (1762) (syn. Rosa cinnamomea sensu L. 1759, non 1753) — запись обозначает, что название Rosa cinnamomea L. (1759) является синонимом правильного названия Rosa majalis Herrm. (1762), в то время как название Rosa cinnamomea L. (1753) таковым синонимом не является.

### sensu lato
- sensu lato (лат.) — в широком смысле; выражение, добавляемое к названию таксона с целью уточнить, что объём этого таксона понимается в «широком» смысле

### sensu stricto
- sensu stricto (лат.) — в узком смысле; выражение, добавляемое к названию таксона с целью уточнить, что объём этого таксона понимается в «узком» смысле

### ser.
- ser. (сокр. от лат. series) — ряд, или серия; в ботанике: слово, входящее в название таксона и указывающее на соответствующий ранг этого таксона

### sp.
- sp. (сокр. от лат. species) — вид; используется после родового названия и обозначает, что таксон определён с точностью до рода (например, в описи, на изображении, в каталоге, на ценнике)

### sp. indet.
- sp. indet. (сокр. от лат. species indeterminata) — неопределимый вид; используется в палеонтологии, когда сохранность материала столь плоха, что определение вида абсолютно невозможно[6].

### spp.
- spp. (сокр. от лат. species) — виды; используется после родового названия

1. Используется в качестве собирательного видового эпитета для обозначения всех таксонов, входящих в род
2. При использовании в списке таксонов рода: обозначает все остальные таксоны, входящие в этот род, которые не включены в данный список
Пример: Viola spp. — отдельная страница на сайте GRIN наряду со страницами других таксонов, входящих в род Viola

### ssp.
- ssp. (сокр. от лат. subspecies) — подвид; см. subsp.

### subf.
- subf. (сокр. от лат. subforma) — подформа; в ботанике: слово, входящее в название таксона и указывающее на соответствующий ранг этого таксона

### subg.
- subg. (сокр. от лат. subgenus) — подрод; в ботанике: слово, входящее в название таксона и указывающее на соответствующий ранг этого таксона

### subgen.
- subgen. (сокр. от лат. subgenus) — подрод; в ботанике: слово, входящее в название таксона и указывающее на соответствующий ранг этого таксона

### subsect.
- subsect. (сокр. от лат. subsectio) — подсекция; в ботанике: слово, входящее в название таксона и указывающее на соответствующий ранг этого таксона

### subser.
- subser. (сокр. от лат. subseries) — подряд, или подсерия; в ботанике: слово, входящее в название таксона и указывающее на соответствующий ранг этого таксона

### subsp.
- subsp. (сокр. от лат. subspecies) — подвид; в ботанике и бактериологии: слово, входящее в название таксона и указывающее на соответствующий ранг этого таксона (в зоологических таксонах, имеющих ранг подвида, используется триномиальная форма, не включающая дополнительного слова)

Пример: Linnaea borealis subsp. longiflora (Torr.) Hulten

### subvar.
- subvar. (сокр. от лат. subvarietas) — подразновидность; в ботанике: слово, входящее в название таксона и указывающее на соответствующий ранг этого таксона

### supersect.
- supersect. (сокр. от лат. supersectio) — надсекция; в ботанике: слово, входящее в название таксона и указывающее на соответствующий ранг этого таксона

### syn.
- syn. (сокр. от лат. synonymum) — синоним; в сокращённом виде слово используется перед названием таксона, если требуется показать, что данное название является синонимом того названия, которое должно использоваться для рассматриваемого таксона; в русскоязычной литературе для той же цели изредка используется сокращение син.; нередко эти сокращения и следующие за ним называния дополнительно помещают в квадратные скобки.

Пример: Petasites spurius [syn. Tussilago spuria]
См. также: Базионим

### typ. cons.
- typ. cons. (сокр. от лат. typus conservandus) — сохранённый номенклатурный тип (номенклатурный тип, который должен быть законсервирован); действительно обнародованное название может быть сохранено (законсервировано) в качестве правильного для таксона, в который не включён его номенклатурный тип, лишь в том случае, если это название будет сохранено (законсервировано) с новым номенклатурным типом, который будет помечен как typ. cons.

### var.
- var. (сокр. от лат. varietas)

1. разновидность — в ботанике: слово, входящее в название таксона и указывающее на соответствующий ранг этого таксона
Пример: Petasites frigidus var. palmatus (Aiton) Cronquist
2. вариетет — в зоологии: слово, входящее в название таксона и указывающее на соответствующий ранг этого таксона
3. вариетет — в бактериологии: синоним слова «подвид» (лат. subspecies)

### ()
- () признак двойного цитирования; показывает, что имело место изменение систематического положения ранга — при этом сокращение первоначального автора ставится в круглые скобки

- Petasites frigidus (L.) Fr. — пример двойного цитирования при перемещении вида из одного рода в другой. Карл Линней первоначально поместил данный вид в род Мать-и-мачеха (Tussilago) под названием Tussilago frigida, позже Элиас Магнус Фрис отнёс этот вид к роду Белокопытник (Petasites) и действительно обнародовал новое сочетание.
- Populus canescens (Aiton) Sm. — пример двойного цитирования при изменении таксономического ранга. Уильям Айтон действительно обнародовал название разновидности вида Populus alba — Populus alba var. canescens Aiton. Позже Джеймс Эдвард Смит показал, что данную разновидность следует считать самостоятельным видом и действительно обнародовал для него название Populus canescens (Aiton) Sm..

### []
- [] квадратные скобки

1. в ботанике: используются для указания фамилии автора данного названия в том случае, если название было присвоено таксону ранее исходной даты (1 мая 1753)
Пример: Lupinus [Tourn.] L. — запись обозначает, что название люпина, Lupinus, действительно обнародованное Карлом Линнеем, было дано этому роду Жозефом Питтоном де Турнефором, но он обнародовал это название до исходной даты
2. в зоологии: используются для указания фамилии автора данного названия в том случае, если название было первоначально опубликовано анонимно
3. текст в квадратных скобках, идущий после названия таксона, является пояснительным: к примеру, в таких скобках могут быть указаны его синонимы или те таксоны, результатом скрещивания которых является описываемый таксон

### +
- + знак прививки

1. знак сложения ставится перед названием так называемого прививочного гибрида — у такого гибрида ткани привоя и подвоя смешиваются, образуя новые побеги, которые несут признаки обоих видов.
Это редкое явление, известно всего несколько подобных примеров:
-  + Laburnocytisus (прививочный гибрид бобовнико-ракитник): привой — ракитник (Cytisus), привитый на бобовник (Laburnum).

2. знак сложения между двумя названиями таксонов обозначает результат неполового скрещивания этих таксонов

### ×
- × знак гибридного происхождения

1. знак умножения перед видовым эпитетом таксона обозначает гибридное происхождение данного таксона (естественное или искусственное)
Пример: Viola × wittrockiana Gams ex Hegi
2. знак умножения перед наименованием рода используется для обозначения межродового гибрида
Пример: × Hookerara hort.
3. знак умножения между двумя или бо́льшим числом названий таксонов обозначает результат скрещивания этих таксонов
Пример 1: Forsythia × intermedia Zabel [= Forsythia suspensa (Thunb.) Vahl × Forsythia viridissima Lindl.]
Пример 2: × Sorbocotoneaster Pojark. [= Sorbus L. × Cotoneaster Medik.]

### &
- & см. et